# Романтичний герой

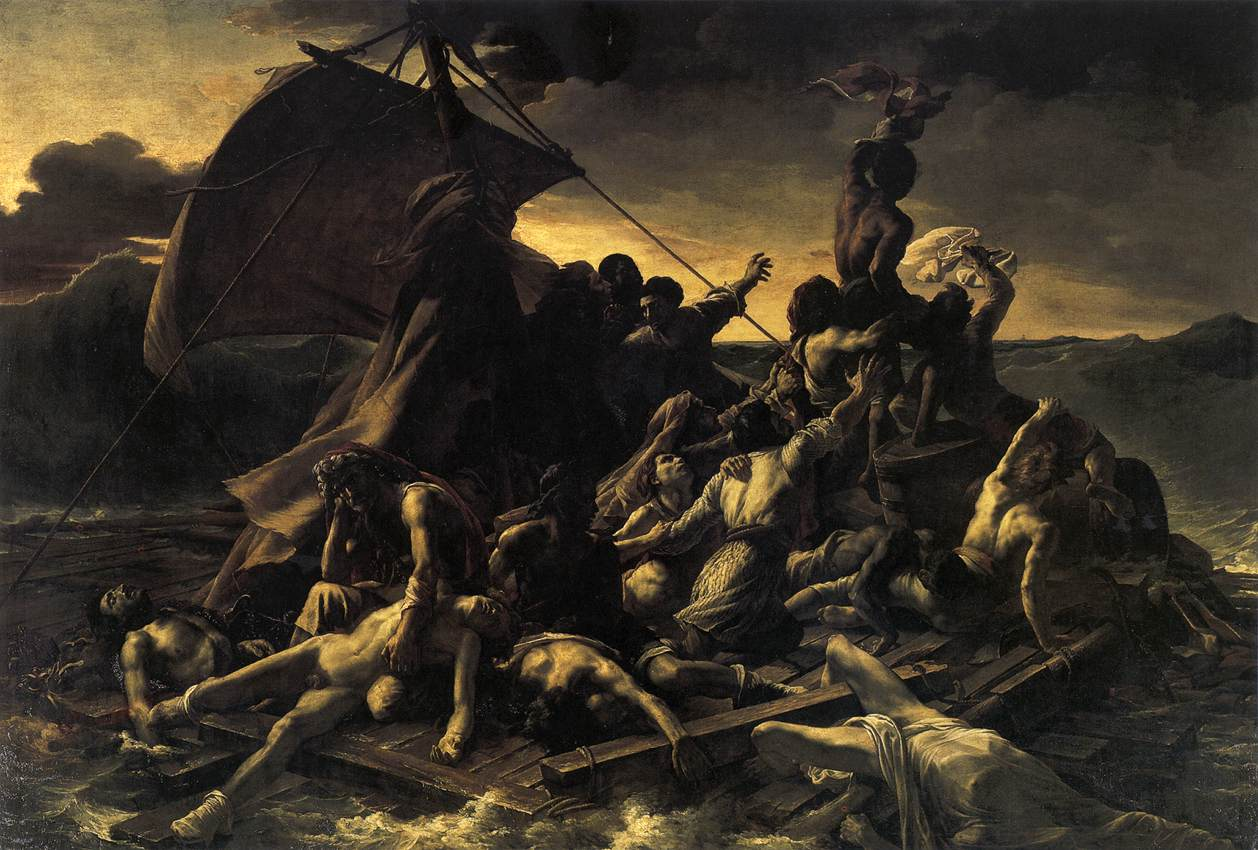
Теодор Жеріко, Пліт Медузи, 1819, Лувр

Романтизм має «романтичного героя». Цей нескінченний герой, що вічно змінюється, незавершений. Це реалізація уявлень про життя духу, а не психологічний портрет. Через героя романтики хотіли, якщо не відтворити дух, то вловити його, підвести до нього, бо ж адекватно передати його було неможливо.
Романтичний герой — один з художніх образів літератури романтизму.
Романтик — виняткова і часто таємнича особистість, яка перебуває зазвичай у виняткових обставинах. Зіткнення зовнішніх подій перенесено у внутрішній світ героя, в душі якого відбувається боротьба протиріч. В результаті такого відтворення характеру романтизм надзвичайно високо підняв цінність особистості, невичерпної в своїх душевних глибинах, відкривши її неповторний внутрішній світ. Людина в романтичних творах також втілена за допомогою контрасту, антитези: з одного боку, вона зрозуміла вінцем творіння, а з іншого — безвольна іграшка в руках долі, невідомих і непідвладних їй сил, які грають з її почуттями. Тому вона часто перетворюється на жертву своїх власних пристрастей.
Романтичний герой не тільки член опозиції: Бог-людина чи людина-суспільство. Він самостійний, хоча, звичайно, може перебувати в складних стосунках і з середовищем, і з вищими силами, але головне в ньому те, що «я» — тепер не просто цінність першого порядку, але і, власне кажучи, єдино можлива цінність.
Основна риса романтичного героя — здатність до творчості, до оригінального сприйняття світу, тобто до творення інших світів.
Романтичний герой — це завжди незалежна особистість, що страждає від життєвих обставин під тиском суспільства. Він прагне вийти з-під цього тиску, пручаючись йому.
Романтичний герой виявлявся і роздвоєним. Його дух вів вічний бій із самим собою. Він був здатний до рефлексії. Його охоплювало божевілля.
Божевілля — це форма неприйняття далекого світу, позбавленого ідеї, почуття, це максимальний вияв індивідуального начала.

## Риси романтичного героя
- Протестує проти суспільних умов, що обмежують його свободу.
- Він — бунтар, революціонер або розбійник.
- Його душа роздвоєна між світом реальності і світом мрій.
- Його доля найчастіше трагічна.
- Незалежна особистість

## Романтичний герой в творах Міцкевича
А. Міцкевич — дуже яскравий представник польської школи романтизму. Справжнім кумиром для поета був Дж. Байрон. А душевні муки, які переживає романтичний герой Міцкевича ріднять його із тими, що створив Байрон. В долях обох письменників багато спільного, що не мого не відбитися у їхніх віршах.
У багатьох поезіях А. Міцкевича відчувається глибока любов і не менша туга за Батьківщиною, для якої він на довгі роки став вигнанцем. Більшість років поетові був заборонений в'їзд на рідні землі, свою тугу за нею він щедро виливав у віршовані рядки.
Ліричний герой творів А. Міцкевича болісно переживає розлуку з Вітчизною, він бачить її у кожному листку, у деревці, відчуває її подих у вітерці, що промайнув.
О Литво! Шум лісів, породжених тобою,

Миліший, ніж Байдар всі солов'ї гучні,

І більше я радів твоїй трясовині,

Як цим шовковицям з їх ніжною красою!
Перебуваючи у краях, які милують око поета, він не може забути рідний край. Герой Міцкевича постійно перебуває в подорожі, таким чином він втікає від самого себе, від свого болю, сподівається у мандрах знайти спокій та втіху. Цим він наближається до вічного бунтаря, до «байронічного героя».
Жену вперед коня, щоб линув, ніби птах;

Ліси, яри, шпилі біжать назустріч оку,

Подоба бистрого хвилястого потоку, —

Сп'яніння прагну я найти у цих дивах…
Свої очі ліричний герой називає розбитим дзеркалом, думки — човном без причалу.
В поезіях А. Міцкевича часто можна натрапити на описі руїн, розбитих замків, гробниць. Мабуть, і душа ліричного героя — велика руїна, яка в тузі за батьківщиною відсуває сиротою; його душа — скеля, що стоїть на березі моря, і об яку щомиті вдаряють потужні хвилі, загрожуючи зруйнувати її вщент.
І саме такою Міцкевич бачить свою і долю поета взагалі — життя на краю вістря ножа.

## Європейські митці романтизму
- Ан-Луї Жіроде де Русі-Тріозон
- Ежен Делакруа, живопис і літографії
- Теодор Жеріко
- Антуан Жан Гро
- Франсіско Гойя, пізні твори
- Кіпренський Орест Адамович
- Артур Гроттгер
- Айвазовський Іван Костянтинович
- Брюллов Карл Павлович (портрети)
- Джон Констебл
- Вільям Тернер
- Вільям Блейк
- Каспар Давид Фрідріх
- Отто Рунге
- Карл Шпіцвег

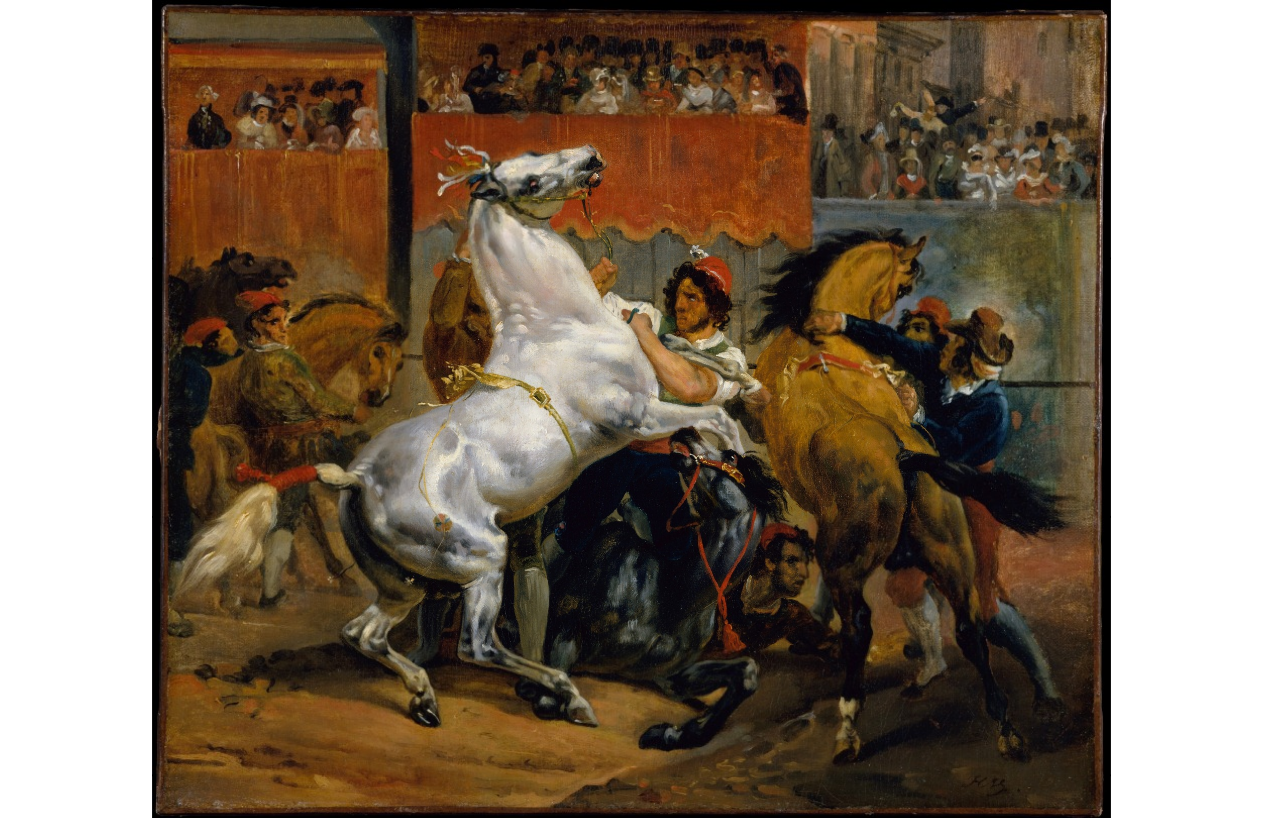
Орас Верне. «Перегони вільних коней на карнавалі в Римі», 1820 р., Музей мистецтва Метрополітен, США
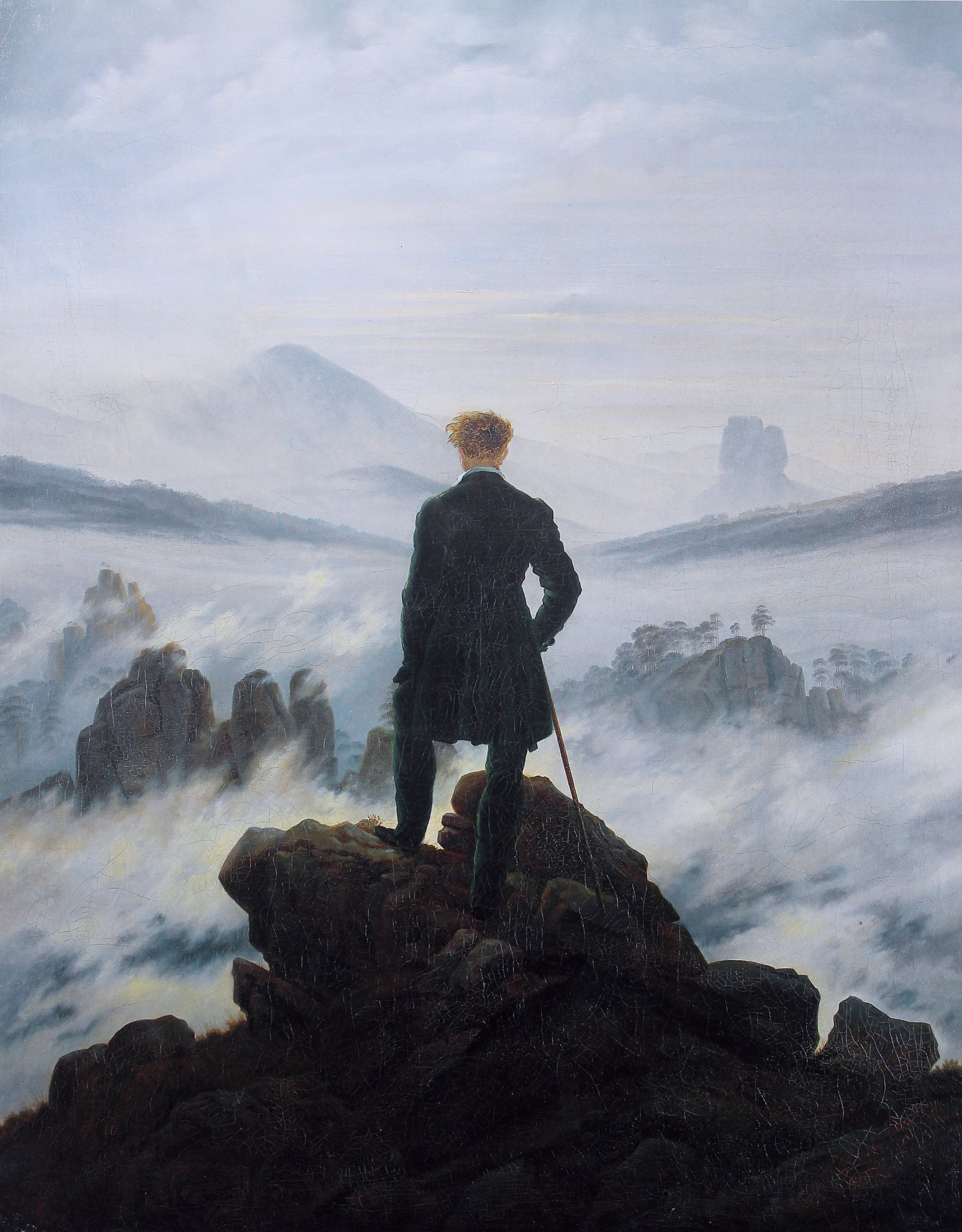
Каспар Давид Фрідріх, Мандрівник над морем туману, 1818, полотно, олія, Кюнстхол Гамбурга
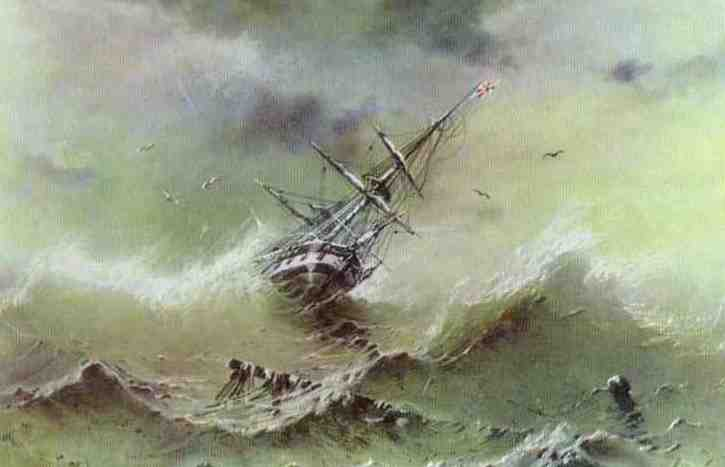
І.К.Айвазовський, Шторм, 1854
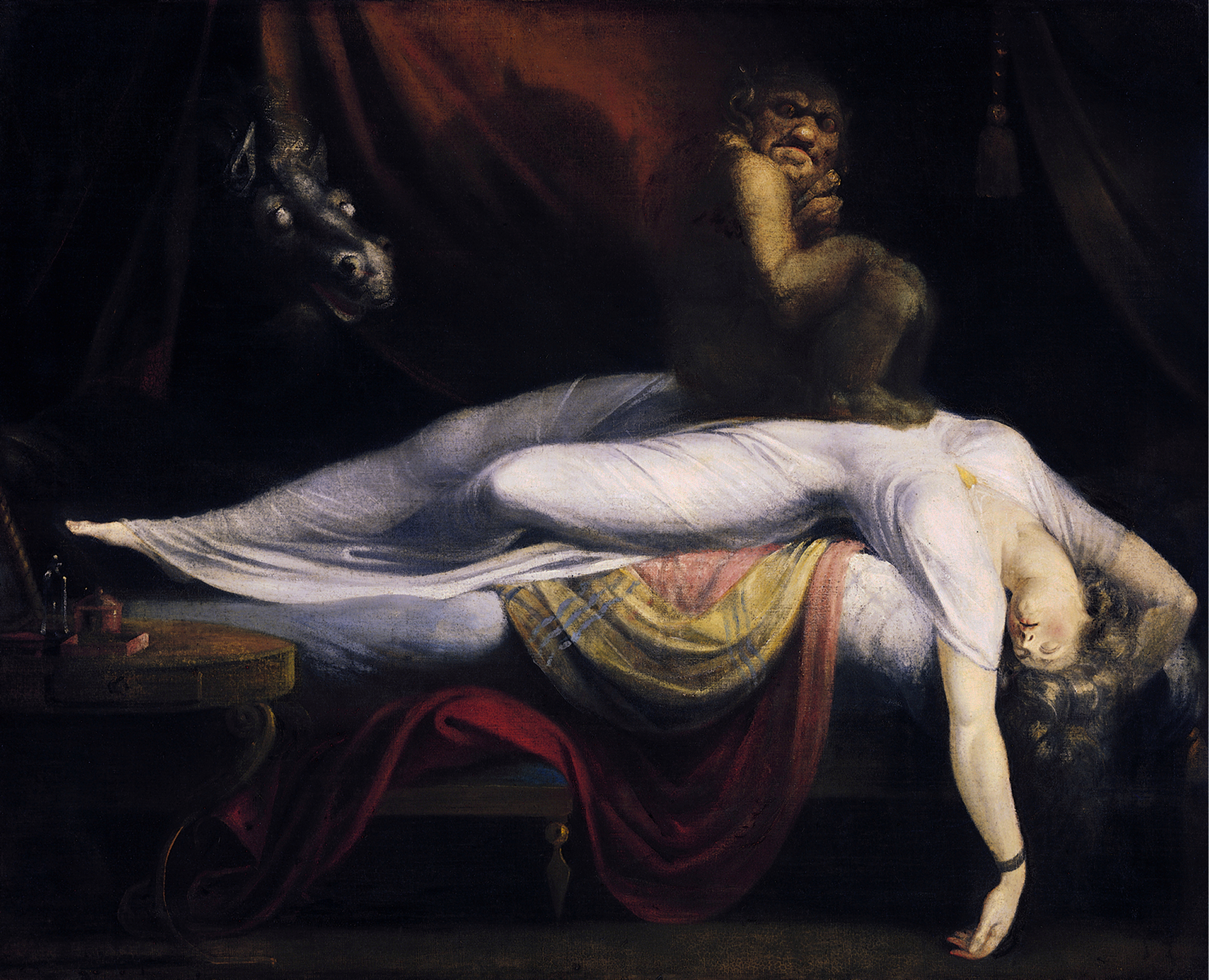
Генрі Фюзелі, Нічний кошмар, 1781, Детройт, Інститут мистецтв
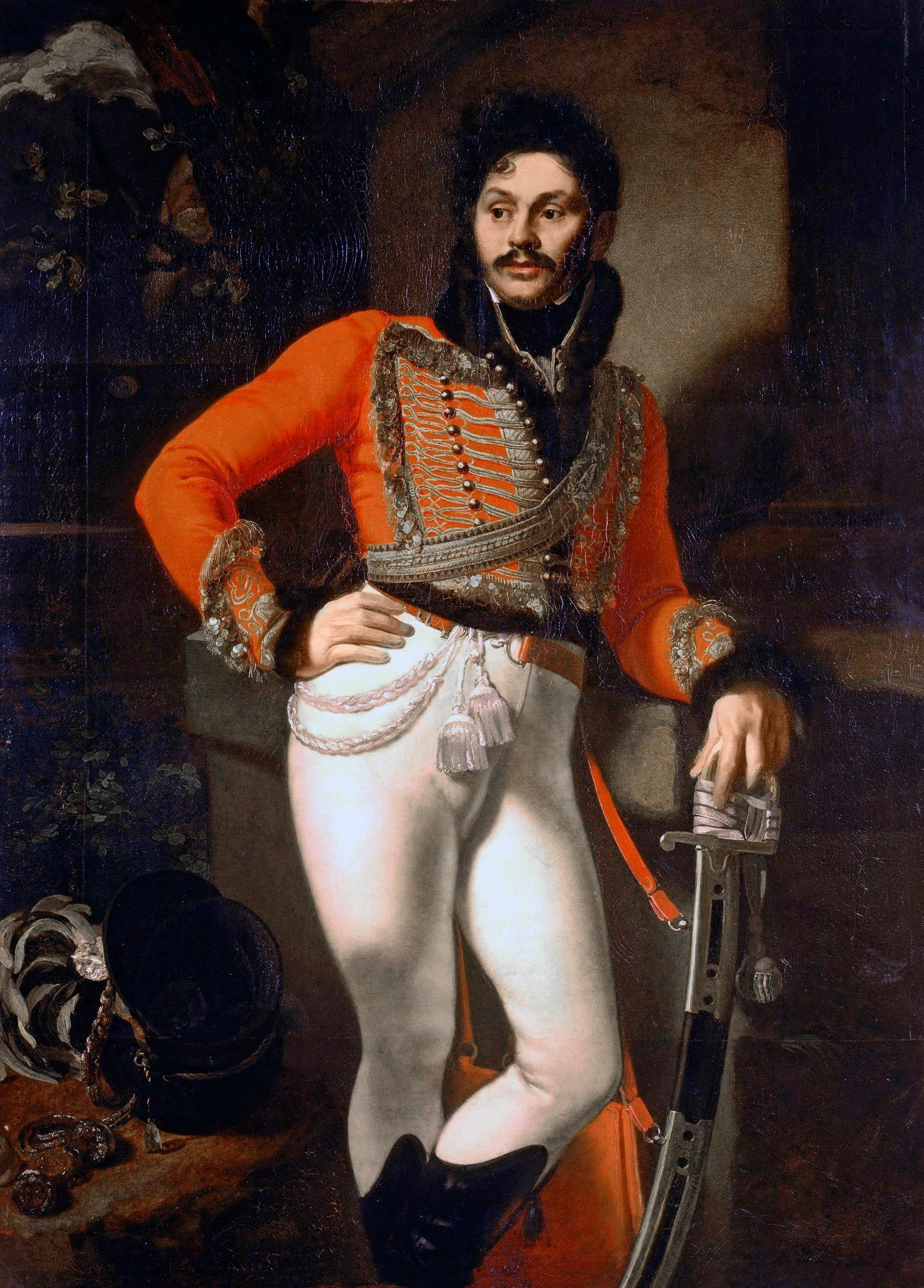
Кіпренський Орест Адамович, портрет Євграфа Давидова, 1809, Російський музей
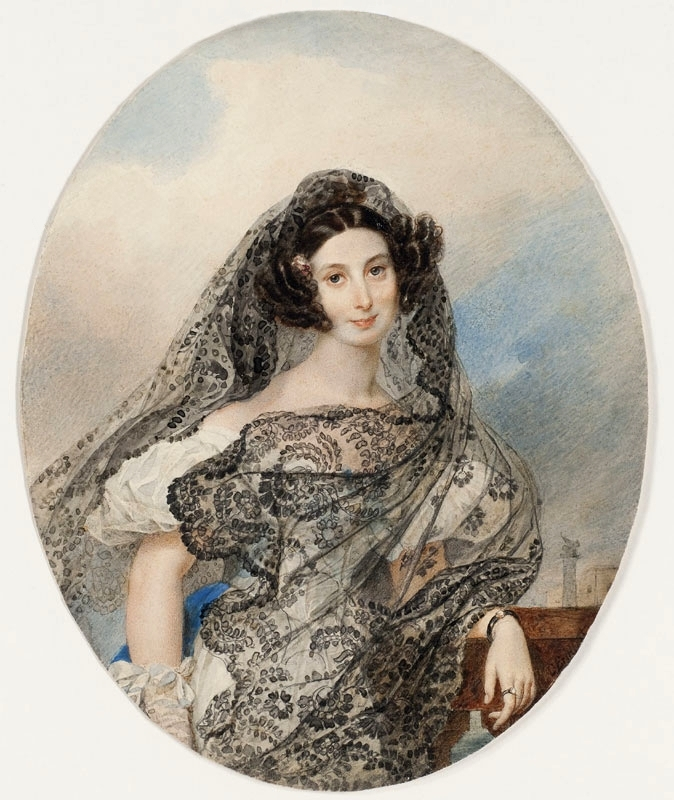
Брюллов Карл Павлович. «Портрет Джованіни Пачіні», 1831